# Josef Adel Wünsch
Josef Adel Wünsch (27. října 1850 Mýto – 18. srpna 1941 Havlíčkův Brod) byl český varhaník a skladatel.

## Život
Narodil se v rodině mistra cvočkaře Dominika Winše a manželky Josefy rozené Freygangové.
Stejně jako jeho bratr Jan Nepomuk Wünsch získal základy hudebního vzdělání u berounského učitele a ředitele kůru Jana Nepomuka Hudce. Ve studiu hudby pak pokračoval ve Vídni. Vystřídal pak celou řadu působišť doma – např. od května 1872 do dubna 1874 byl kapelníkem ostrostřelecké hudby v Písku (v žádosti o toto místo uvedl, že je „24 let stár, katolického vyznání, ženat“ což nesouhlasilo s výše uvedeným datem narození) a v Chorvatsku. Byl varhaníkem v Jastrebarsku (tehdy Jaska), v Brně, Zlonicích a v Blatné. V roce 1883 se vrátil do Chorvatska a působil v Senji, Ogulinu a v Gospići. V letech 1886–1893 byl ředitelem kůru v Zásmukách. Nakrátko se vrátil do Senji a rovněž krátce působil ve Volyni, až nakonec zakotvil v Náchodě, kde byl ředitelem kůru bezmála 30 let, až do svého odchodu do důchodu. Stáří pak prožil v Havlíčkově Brodě.

### Rodinný život
V hudební tradici rodiny pokračoval i jeho syn Rudolf Wünsch (1880–1955), který kromě skladatelské činnosti proslul zejména svými pracemi v metodice a didaktice.
Poté, co v roce 1925 ovdověl, se Josef Adolf Wünsch v roce 1931 oženil s matkou svého syna Rudolfa Amalií Molinarovou (* 1859).

## Dílo
Byl vynikajícím varhaníkem. Byl znám zejména svými improvizacemi. Byl také pilným skladatelem, jeho díla však většinou zůstala v rukopisech. Vedle mnoha chrámových skladeb komponoval i skladby pro orchestr a písně. Na chorvatská libreta napsal dvě zpěvohry: Asmondo a Čarobni prsten, které měly v Chorvatsku značný úspěch. V Čechách byly uvedeny v Zásmukách.